# Au nom du père et du fils
Au nom du père et du fils est une série télévisée québécoise composée de treize épisodes de 47 minutes scénarisée par Robert Gauthier, tirée du roman éponyme de Francine Ouellette paru en 1984, et diffusée du 8 mars au 31 mai 1993 sur le réseau TVA.
Une suite, Le Sorcier, composée de onze épisodes, a été diffusée du 1er mars au 16 mai 1995 sur ce même réseau.

## Synopsis
Au nom du père et du fils est à la base un roman dramatique et historique, écrit par l'auteure québécoise Francine Ouellette en 1984. Il a paru d'abord aux éditions La Presse, puis a été réédité en 2004 par VLB Éditeurs. Best-seller dans les années 1980 au Québec, ce roman a été adapté en télésérie en 1993 et 1995 au Québec.
L'histoire s'étend sur 37 ans, de 1884 à 1921, et raconte la naissance du village Saint-Bernard des Hautes Laurentides né du projet de colonisation du curé Labelle. À noter que le village n'a pas de nom dans le roman. Le scénariste l'a baptisé Saint-Bernard pour les besoins de la scénarisation et aussi pour évoquer cette race de chiens dressés au sauvetage des montagnards en péril.
On y aborde divers thèmes, tels l'adultère, le vivre-ensemble, la réalité des Amérindiens, la religion et surtout la pédophilie du curé Alcide Plamondon…
Les principaux protagonistes sont :
- Un médecin, le Dr Philippe Lafresnière (joué par Yves Soutière)
- Un prêtre, le curé Alcide Plamondon (tenu par Pierre Chagnon)
- Une Amérindienne, Biche Pensive (jouée par Geneviève Rochette) dont c'était le premier grand rôle à la télévision.
- Un éleveur de porcs, Napoléon Gadouas (joué par Marcel Leboeuf)
- Un cultivateur, Honoré Villeneuve (interprété par Vincent Bilodeau).

L'histoire gravite autour du conflit permanent entre le Dr Lafresnière, fervent humaniste et ouvert d'esprit, et le curé Plamondon, fermé, qui impose son pouvoir au village par la peur de la damnation éternelle. Le Dr Lafresnière entretient une liaison adultère avec Biche Pensive, de laquelle résulte un fils, Clovis, un métis qui n'est pas accepté par les Blancs. Le curé, mis au courant après avoir forcé la confession de Biche Pensive, s'en servira à son avantage.

## Fiche technique
- Scénariste : Robert Gauthier et Claude Héroux (collaboration de Clément Perron pour la 1re saison)
- Réalisation (Au nom…) : Richard Martin (scènes intérieures) et Roger Cardinal (scènes extérieures)
- Réalisation (Le Sorcier) : Jean-Claude Labrecque
- Société de production : Communications Claude Héroux International

## Distribution
- Pierre Chagnon : curé Alcide Plamondon
- Frank Schorpion : Sam Fitzpatrick
- Nathalie Coupal : Amanda Lafresnière
- Vincent Bilodeau : Honoré Villeneuve
- Diane Lavallée : Azalée Gadouas
- Roger Giguère : Gédéon Levers
- Dominique Pétin : Adélaïde Levers
- Éric Brisebois : Clovis Lafresnière
- Maxim Roy : Judith Lafresnière et Suzelle
- Jean-François Beaupré : Jérôme Villeneuve
- Elyzabeth Walling : Rose-Lilas Villeneuve
- Diane St-Jacques : Obéline Thibodeau
- Jocelyn Bérubé : Ernest Thibodeau

### Au nom du père et du filsseulement
- Yves Soutière : Dr Philippe Lafresnière
- Geneviève Rochette : Biche Pensive
- Ken Roberts : Gros-Ours
- Chantal Fontaine : Émerise Villeneuve
- Marcel Leboeuf : Napoléon Gadouas
- Armand Laroche : Roméo Turcotte
- Isabelle Brossard : Éloïse Gadouas
- Mario Jean : Firmin Gadouas
- Claudia Cardinal : Mathilde Lafresnière
- Julie Du Page : Léonie Lafresnière
- Geneviève Grandbois : Jeanne Lafresnière
- Jonathan Cabana : Hercule Thibodeau
- Manon Arsenault : Marguerite Lafresnière
- Isabelle Ouimet : Élisabeth Turcotte
- Stéphan Côté : Yvon Tremblay
- Gisèle Trépanier : sœur Renée Maria
- Paul Stewart : James McDonald
- Jean Deschênes : Eugène Lafresnière
- Myreille Bédard : Colette Lafresnière
- Hugo Dubé : Noé Touchette
- Sylvie-Marie Gagnon : Noémie Touchette
- Guy Bossé : René Lafresnière
- Pierre Drolet : M. Caron
- Joël Drapeau-Dalpé : Clovis Lafresnière (6 ans)
- Ian-Aurèle Lagarde : Clovis Lafresnière (10-12 ans)
- Chloé Asselin : Judith Lafresnière (6 ans)
- Marc-André Grondin : Jérôme Villeneuve (7 ans)
- Mathieu Grondin : Jérôme Villeneuve (10-12 ans)
- Tristan Wiseman : Olivier Levers (6 ans)
- Steve Gendron : Olivier Levers (10 ans)
- Geneviève Bélec : Rose-Lilas Villeneuve (11-13 ans)
- Marie-Josée Tremblay : Mathilde Lafresnière (8-10 ans)
- Caroline Dhavernas : Mathilde Lafresnière (14 ans)
- Maxime Lagacé : Auguste Villeneuve
- Pierrot Burke : Victor Villeneuve (5-7 ans)
- Éric Cadorette : Victor Villeneuve (11-14 ans)
- Jérôme Fortin : Félix Villeneuve
- Pierre-Paul Donais : Firmin Gadouas (9-12 ans)
- Claudia-Laurie Corbeil : Jeanne Lafresnière (7-9 ans)
- Geneviève Lallier-Matteau : Marguerite Lafresnière (6-8 ans)
- Isabelle Angers : Marguerite Lafresnière (12 ans)
- Denise Filiatrault : Laurette Lafresnière
- Émile Genest : Charles Lafresnière
- Aline Caron : sœur Marie-Ange)
- Colette Courtois : sœur directrice
- Élia Martineau : Judith Lafresnière (9-12 ans)
- Bertrand Raymond-Malo : Vial Turcotte
- Mirella Tomassini : Agnès
- Noémi Yelle : Éloïse Gadouas (enfant)
- France Arbour : Alexina
- Angèle Arsenault : Ernestine
- Aimée Delbast : Mathilde Lafresnière (enfant)
- André Lejeune : le calleur
- Edgar Fruitier : père François
- Marilys Ducharme : Jeanne Lafresnière
- Daniel Laflamme : Félix Villeneuve
- Pierre-Paul Donais : Firmin Gadouas
- Mélanie Pilon : Léonie Lafresnière
- Nathalie Coupal: Amanda Lafresnière

### Le Sorcierseulement
- Denis Bernard : Dr Philippe Lafresnière
- Michel Laperrière : curé Cyprien Geoffroy
- Sophie Prégent : Mathilde Lafresnière
- Isabel Richer : Huguette Levers
- Emmanuel Bilodeau : Olivier Levers
- Lénie Scoffié : Mercière
- Tania Kontoyanni : Marie-Victorine Witaltook
- Patrice Godin : Nicolas
- Johanne-Marie Tremblay : Manon
- Edouard Kurtness : Georges Witaltook
- Albert Millaire : Hervé Dubuc
- Yvon Thiboutot : Dr Télesphore Caron
- Erik Hansen : Colosse Blanc
- Claude Lemieux : notaire Panneton
- Julien Bessette : oncle Baptiste
- Marie Lefebvre : Madeleine Caron
- Ginette Morin : Adrienne Caron
- Denise Gagnon : veuve Dupuis
- Marie-Chantal Perron : Rose
- Michel Bonneau : Midas
- Louis De Santis : Anatole Bernier
- Marie-Christine Perreault : Pénélope Bernier
- Éric Cabana : Oscar
- Pierre Collin : Ernest
- Michel Charette : Jean-Marie
- Isabelle Delage : Léonie Lafresnière
- Stéphane Jacques : Hercule Thibodeau
- Stéphan Cloutier : Lionel Simoneau
- André Cailloux : supérieur de Joliette
- Kévin Dupuis : Rolland
- Anne-Marie Provencher : sœur surveillante
- Roch Castonguay : joueur de carte
- Tony Conte : membre du conseil
- Jacques Girard : notaire Panneton
- Alexis Martin : Pierre Dumoulin
- Claude Poissant : aumônier Thibodeau
- Reynald Robinson : joueur de carte
- Marco Bacon : Michel-Ange
- Evelyn O'Bomsawin : Aimée
- Dominique Rankin : Isidore
- Christian St-Denis : Mathias
- Jacques Allard : entraîneur de hockey
- Charles Larose : Ti-Paul
- Marika Lhoumeau : sœur infirmière
- Marthe Mercure : sœur supérieure
- Lise Roy : tenancière
- Madeleine Desjardins : sœur portière grise
- France Desjarlais : sœur supérieure grise
- Babs Gadbois : lady Hingston
- Nicole Gagné : Mme Chose
- Sophie Longpré : infirmière Caron
- Christine Paquette : bonne de Télesphore
- Jean Ricard : directeur de l'hôpital
- Philip Spensley : M. Freeman
- Barry Blake : Adam Green
- Rachel Fontaine : Odette
- Marie-Isabelle Lobato : sœur Marie-Joseph
- Marie-Josée Picard : sœur Marie-Elmire
- Jean-François Blanchard : médecin Bruchési